# Khwaja Ahmad Abbas
Khwaja Ahmad Abbas (meist nur K. A. Abbas; Hindi: ख्वाजा अहमद अब्बास, Khvājā Ahamad Abbās; * 7. Juni 1914 in Panipat, Punjab, Britisch-Indien; † 1. Juni 1987 in Bombay, Maharashtra) war ein indischer Filmregisseur, Drehbuchautor und Journalist. Seine Werke waren stilistisch am sozialistischen Realismus orientiert.

## Leben
Abbas entstammt einer muslimischen Familie aus der Gegend des Punjab, der heute zum indischen Bundesstaat Haryana gehört. Er graduierte 1933 an der Aligarh Muslim University. Er arbeitete zunächst in Delhi als Journalist für die Zeitung Aligarh Opinion, 1935 bis 1947 war er als Filmkritiker für den Bombay Chronicle tätig. Seine politische Kolumne „The Last Page“ erschien von 1941 bis 1986 und war die am längsten gelaufene Reihe in einer indischen Zeitung.
Sein Regiedebüt hatte Abbas 1946 mit Dharti Ke Lal, einem Film der Indian People’s Theatre Association (IPTA). Der unter seiner Ko-Regie entstandene russisch-indische Abenteuerfilm Fahrt über drei Meere aus dem Jahr 1957 war für die Goldene Palme nominiert. Der Film lehnt sich an die Reisebeschreibung des Russen Afanassi Nikitin an. Für seine Filme Shehar Aur Sapna (1963), Saat Hindustani (1969) und Zwei Tropfen Wasser (Do Boon Pani) (1971) erhielt Abbas National Film Awards. In Saat Hindustani hatte Amitabh Bachchan in einer Nebenrolle sein Filmdebüt.
Abbas schrieb die Drehbücher zu mehreren Filmen von Raj Kapoor, darunter Awaara (1951), Shri 420 (1955), Mera Naam Joker (1970) und Bobby (1973). Ein großer Teil seiner Regiearbeiten sind Dokumentarfilme.
1966 war Khwaja Ahmad Abbas Mitglied der Berlinale-Jury.
Seine Enkelin Neelima Azeem und sein Urenkel Shahid Kapoor sind Schauspieler.